# Felsensägmühle (Leonberg)

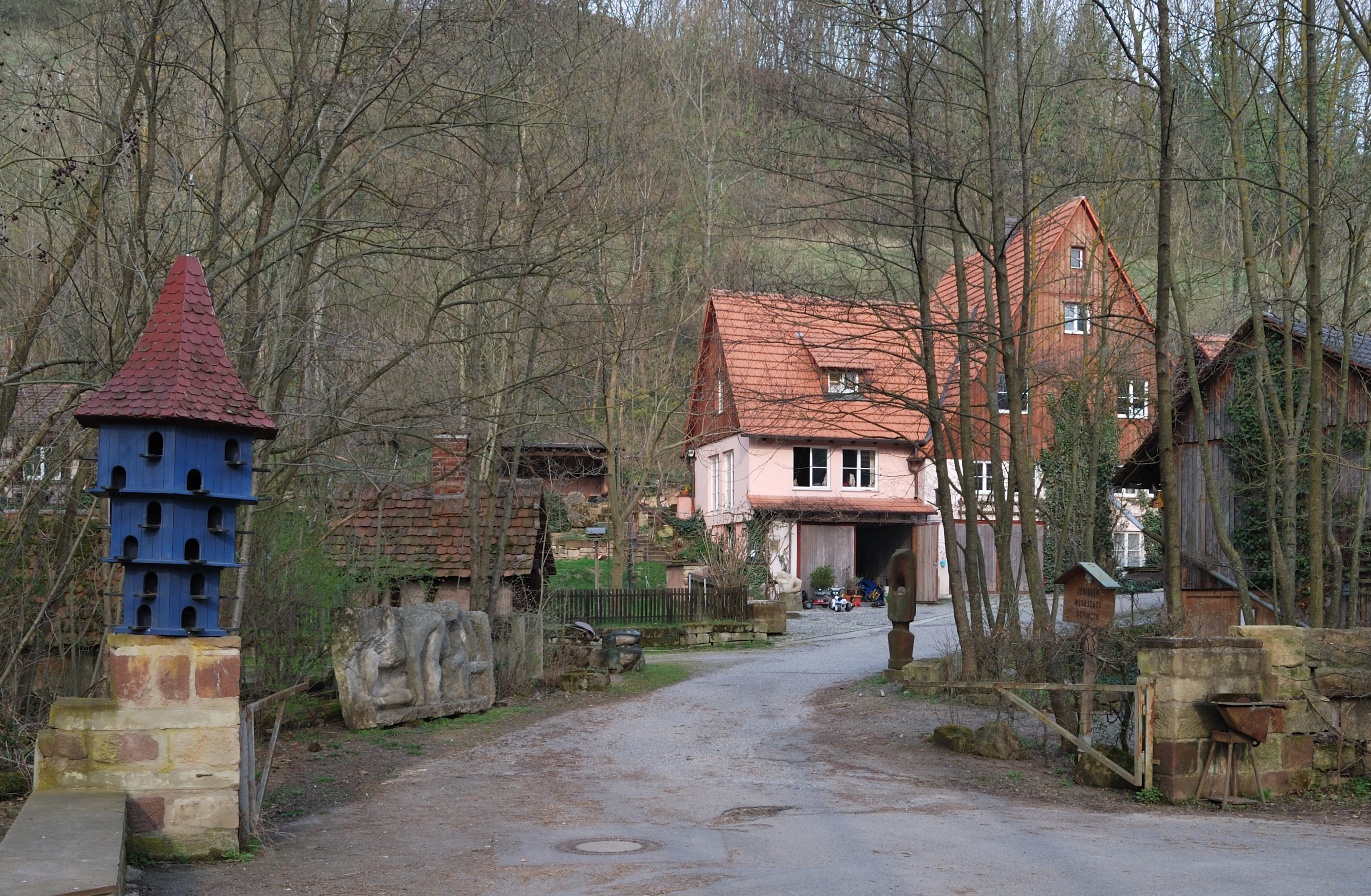
Die Felsensägmühle

Die Felsensägmühle ist eine frühere Sägmühle an der Glems in Leonberg in Baden-Württemberg.
1471 verlieh „Graf Eberhard im Bart“ seine Walk- und Schleifmühle an „Hainrich Ferwer“. Die Bedingungen waren günstig. Kostenloses Holz, Transport von Holz und Schleifsteinen durch Knechte des Grafen, Befreiung von Steuern, Schatzung und Frondiensten. Mit dem Mühlenbann zwang der Graf alle aus Stadt und Land Leonberg, in dieser Mühle walken und schleifen zu lassen. Rot- und Weißgerber, Tuchmacher und ein Waffenschmied hatten diese Mühle betrieben, bis sie 1772 abbrannte. Rund drei Jahrzehnte später wurde an diesem Standort eine Sägmühle errichtet, die 1890 den Namen Felsensägmühle erhielt. 
Das Sägewerk war bis 1994 in Betrieb. Das Mühlengebäude und das Wohnhaus wurden 2000 stilgerecht renoviert.